# Église San Marcuola
L'église San Marcuola ou Santi Ermagora e Fortunato est une église catholique de Venise, en Italie.

## Localisation
L'église est située dans le sestiere de Cannaregio.

## Historique

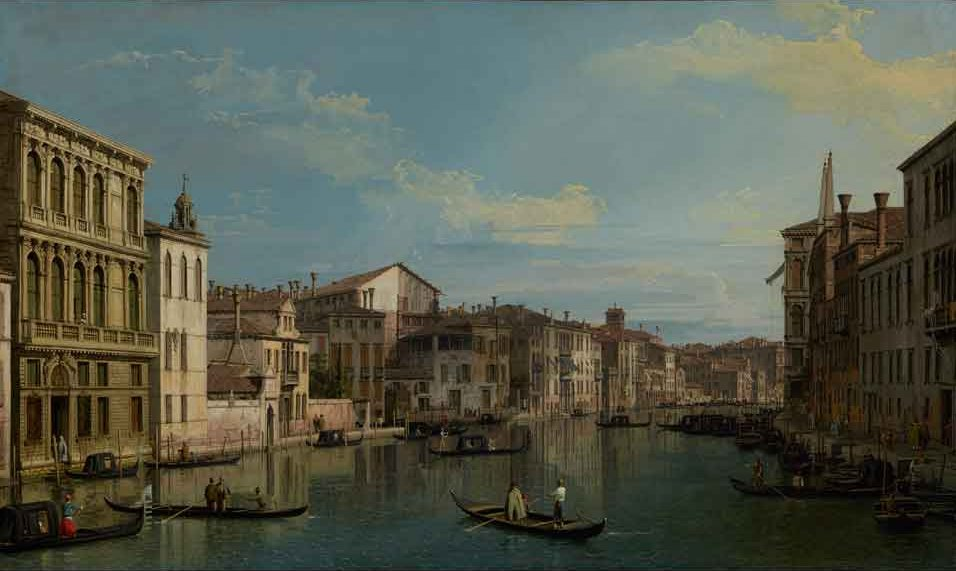
Le Grand Canal à Venise
du Palazzo Flangini
au Campo San Marcuola
par Canaletto, 1738
Getty Center

La tradition veut qu'elle fut d'abord construite entre les IXe et le Xe siècle et a ensuite été détruite par un incendie après un séisme.
L'église actuelle a été construite au XIIe siècle  grâce à la contribution des familles Memmo, propriétaire de l'île de San Giorgio Maggiore, et Lupanizza.
L'église  a été mise dans l'axe longitudinal et parallèle au Grand Canal. On croit que jusqu'au XIe siècle, elle a été dirigée par des religieuses, qui ont ensuite déménagé dans une maison près de la Campo San Trovaso, pour y créer le monastère d'ermites.
En 1663, l'architecte Antonio Gaspari a élaboré des plans de restructuration. Ces projets sont restés sur le papier qu'en 1730. À la mort de Gaspari, ils ont été confiés à Giorgio Massari. Massari a réussi à terminer l'intérieur en 1736, mais n'a pas fini de la façade de l'église, qui reste encore inachevée.
En 1779, le cardinal Federico Giovanelli Maria l'a consacrée pour la dernière fois.

## Description

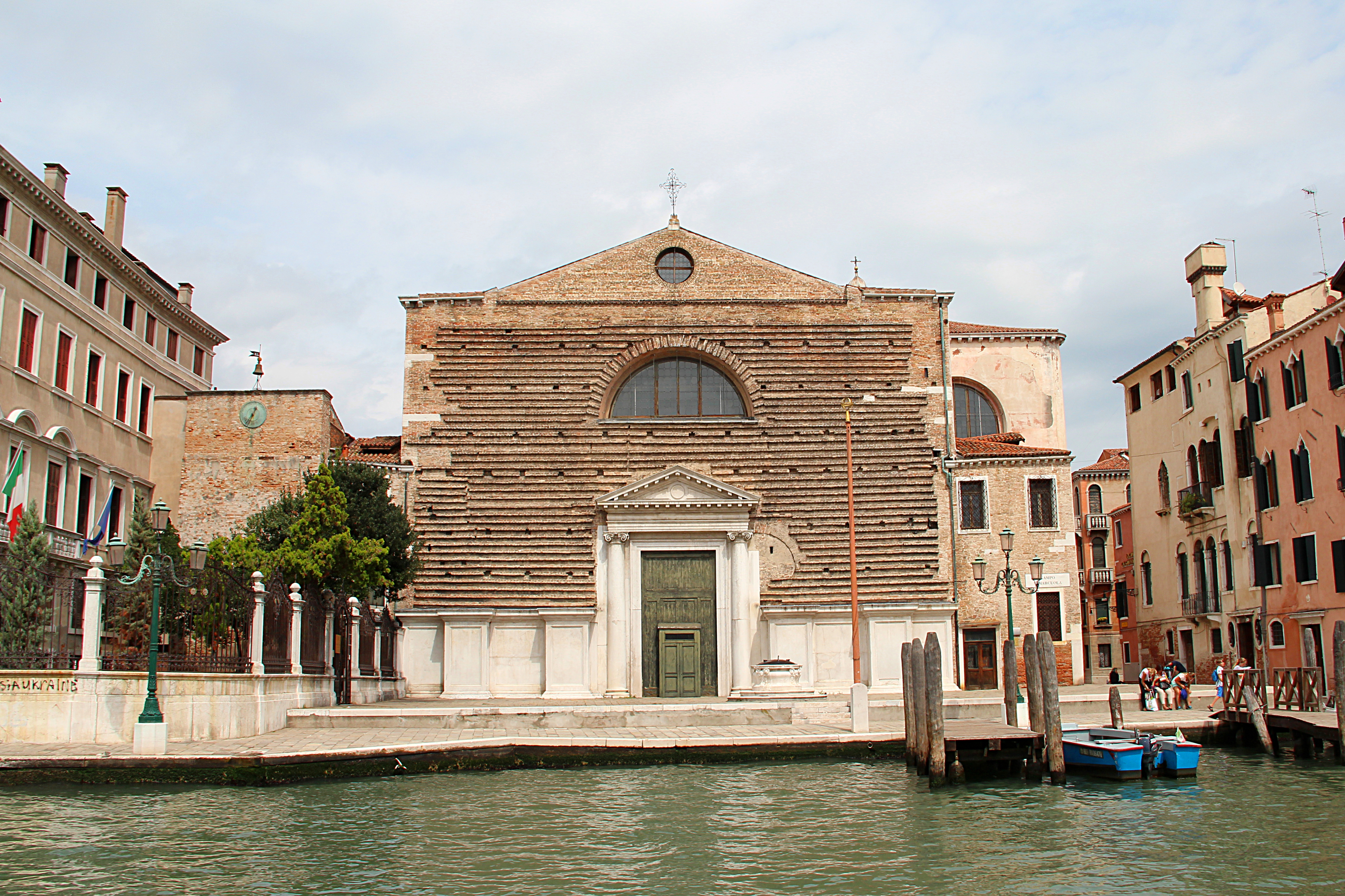
La façade de l'église San Marcuola vue du Grand Canal.

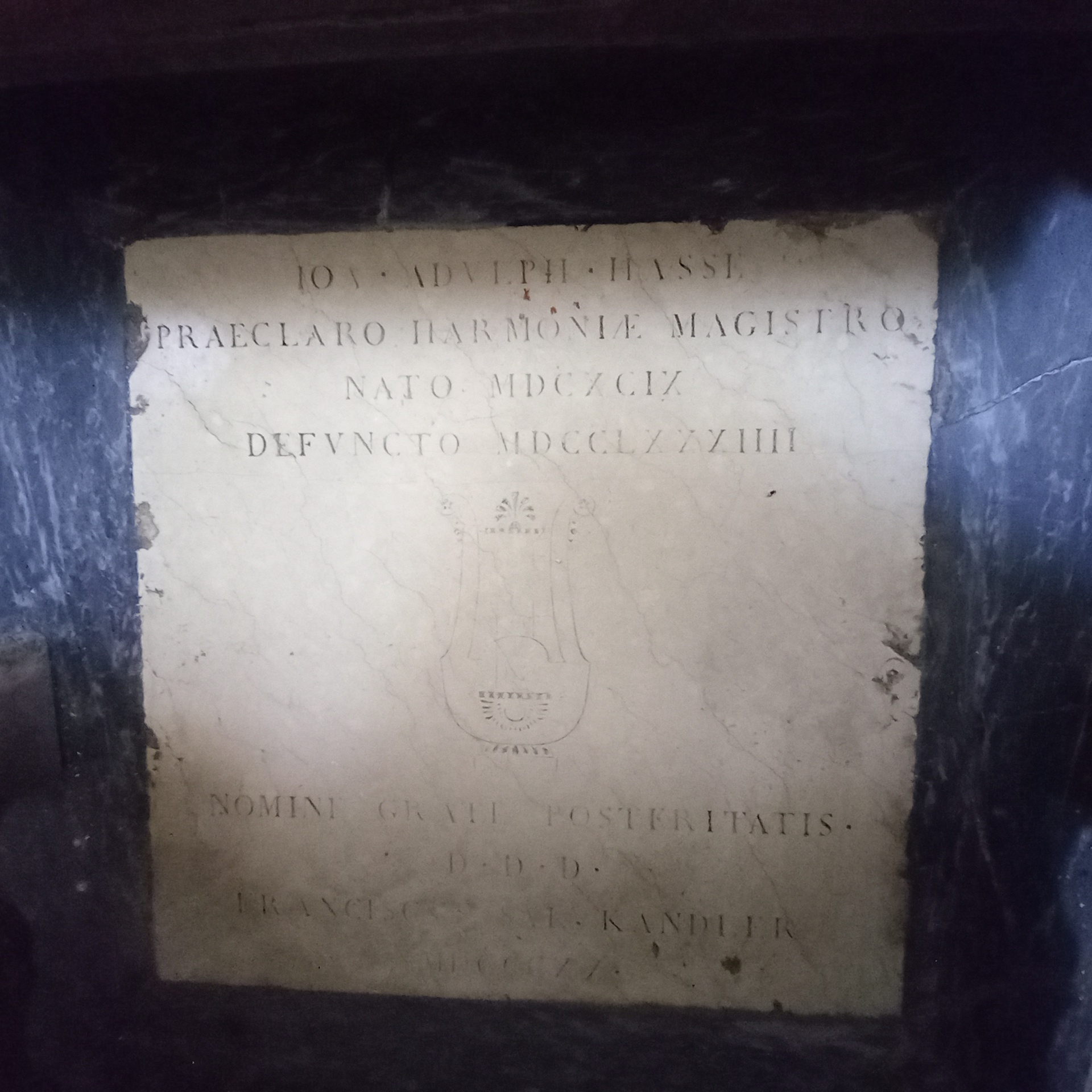
La tombe de Johann Adolf Hasse à San Marcuola

La première construction a été dans les canons de l'art roman et avait trois nefs avec des ouvertures des fermes de toit. Le clocher a été construit à côté de l'abside.
Après la rénovation par l'architecte Giorgio Massari, l'église a maintenant une seule nef avec un plan carré, couvert par un "tonneau". Lors de la rénovation de l'église, on a également rajouté une flèche octogonale.
Le chœur était à l'origine une abside semi-circulaire, qui est la conclusion de la belle chapelle rectangulaire, surmontée d'une coupole ovale, soutenu par quatre colonnes.
La chapelle du Christ remonte à 1735, elle est située en face du presbytère.
La porte d'entrée est placée de façon unique sur le côté gauche de l'église, c'est parce que, selon certains dessins dans le Musée Correr, Massari a voulu recréer le même effet que l'église des Jésuites (Santa Maria del Rosario), donnant sur le canal de la Giudecca.
L'église offre une vaste collection de statues du sculpteur Giovanni Maria Morlaiter, mais son œuvre principale est la dernière Cène par Jacopo Tintoretto.
Les tombes du compositeur allemand du XVIIIe siècle Johann Adolf Hasse et de son épouse, la mezzo-soprano italienne Faustina Bordoni, se trouvent à San Marcuola.

### Sources
- (it) Cet article est partiellement ou en totalité issu de l’article de Wikipédia en italien intitulé « Chiesa di San Marcuola » (voir la liste des auteurs).